# Cmd.exe
Prompt de Comando (cmd.exe) é um interpretador de linha de comando no OS/2 e de sistemas baseados no Windows NT (incluindo Windows 2000, XP, Server 2003 e adiante até o mais recente Windows 11). Ele é um comando análogo ao command.com do MS-DOS e de sistemas Windows 9x, ou de shells utilizados pelos sistemas Unix.

## Versões
Therese Stowell desenvolveu a versão inicial de cmd.exe para o Windows NT. Apesar de alguns antigos comandos do DOS não serem suportados ou terem sido alterados (exemplo: a funcionalidade de deltree foi agregada a rd na forma do parâmetro /s), cmd.exe continua a ter um grande número de comandos integrados.
Tanto as versões do OS/2 como do Windows NT do cmd.exe têm mais detalhes nas mensagens de erro do que o típico "Bad command or file name" (no caso de comando mal-formados) do command.com. Na versão OS/2, os erros são reportados no idioma do sistema, sendo que o texto é retirado dos ficheiros de mensagens do sistema. O comando help pode ser chamado com o código de erro para se obter informação mais detalhada.
cmd.exe continua como parte do Windows Vista, Windows Server 2008, e Windows 7.

## Informações técnicas

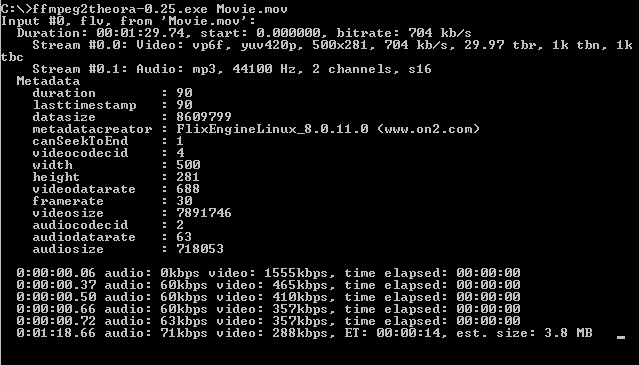
ffmpeg2theora, ferramenta de linha de comando para converter vídeos.

Ao contrário de COMMAND.COM, que é um programa de DOS, o cmd.exe é um programa nativo da plataforma. Isso permite tomar partido de recursos disponíveis a programas nativos da plataforma que de outra forma são indisponíveis aos programas DOS. Por exemplo, como cmd.exe é uma aplicação modo-texto nativa no OS/2, pode utilizar pipelines reais em comandos encadeados, permitindo a execução concorrente de ambos os lados do encadeamento (COMMAND.COM utiliza ficheiros temporários, e executa os dois lados em série, um a seguir ao outro).